# مشداخ
مشداخ نام تپه‌هایی در شهرستان دشت آزادگان است. این تپه‌ها دارای جاذبه گردشگری و آهوهای مشداخ در این منطقه دارای شهرت هستند.  در لغت برای مشداخ که از شدخ گرفته شده‌است معانی متفاوتی آمده‌است.  ابزاری که با آن سر جنین را فشار می دهند یکی از این معانی است. مشداخ یکی از مناطق کویری منحصر به فرد با وسعت ۶۰ هزار هکتار در غرب خوزستان بین شهرهای بستان و عبدالخان قرار دارد که از سال ۹۰ به منطقه حفاظت شده ارتقاء یافت و آهوهای این منطقه تنها آهوی کشور هستند که به‌طور طبیعی در زیستگاه خود زندگی می‌کنند. 